# 神鞭
神鞭（賽夏語：babte、patbutu），又稱蛇鞭，是台灣賽夏族南賽夏群的一種祭祀用具，主要在巴斯達隘（矮靈祭）上拿來驅邪避凶。

## 文化意義
神鞭象徵著神蛇（可能是百步蛇），主要在巴斯達隘期間用於祈晴。在賽夏族人的傳統觀念中，如果巴斯達隘期間天氣不好、起霧或是烏雲遮住了天空，那是因為有請來的矮靈在作祟，必須用神鞭打出響亮的聲音才能驅逐祂們，否則天氣會越來越糟。另外，只有巴斯達隘的主祭家族：朱家可以製造並使用神鞭，如果非朱家的人碰觸到的話會引來天譴或不幸，孕婦碰觸的話也會對胎兒造成不利，而如果神鞭在朱家人手中揮舞但沒有發出抽打的聲音，代表朱家的祖靈對朱家過去一年的表現不滿意。

## 外觀
神鞭主要是以構樹的樹皮做的，其中握柄部分約二十公分左右，削成百步蛇的造型；皮索部分則是以三片樹皮交叉編織而成，大約有120公分左右的長度，並且在最末端綁上數公分的藤條。賽夏族人在神鞭完成後大多會把末端綁在握柄上做成一個套索，直到祭祀時才鬆開來使用，另外也有神鞭總長為兩公尺左右的說法。

## 祭典期間
神鞭主要使用的時機是在巴斯達隘的祭舞期間（約第三、四天午夜），那時朱姓家族選擇的執鞭者將神鞭帶入會場中間揮舞，賽夏族人也相信碰觸執鞭者的背部或手臂可以帶來好運，通常也是在抽神鞭的環節結束後，外族才可以加入跳舞；而在第五天送靈儀式結束後，賽夏族人會把神鞭和米籩上塗抹泥漿並丟在芒草堆不去碰，避免有矮靈還留在部落中糾纏族人，直到隔天才拿回來。